# Lalagondanahalli, Devanhalli
Lalagondanahalli là một làng thuộc tehsil Devanhalli, huyện Bangalore Rural, bang Karnataka, Ấn Độ.